# اچ‌ام‌اس نانساچ (۱۶۹۶)
اچ‌ام‌اس نانساچ (۱۶۹۶) (به انگلیسی: HMS Nonsuch (1696)) یک کشتی بود که طول آن ۱۳۰ فوت ۵ اینچ (۳۹٫۸ متر) بود.